# أنخيل ميراندا
أنخيل ميراندا (بالإنجليزية: Ángel Miranda)‏ هو لاعب كرة قاعدة أمريكي، ولد في 9 نوفمبر 1969 في أريسيبو في الولايات المتحدة.

## وصلات خارجية
- أنخيل ميراندا على موقعبيزبول رفرنس.كوم (الدوري الرئيسي) (الإنجليزية)
- أنخيل ميراندا على موقعبيزبول رفرنس.كوم (الدوري الثانوي) (الإنجليزية)
- أنخيل ميراندا على موقع إي إس بي إن.كوم (أم.أل.بي) (الإنجليزية)